# Chorobliwa Grań
Chorobliwa Grań – skalny mur na Wzgórzu Dumań w Dolinie Kobylańskiej na Wyżynie Olkuskiej, w miejscowości Karniowice, w gminie Zabierzów, powiecie krakowskim, województwie małopolskim. Znajduje się w górnej, północnej części orograficznie lewych zboczy doliny, pomiędzy Pochyłą Granią i Szerokim Murem.
Dolina Kobylańska jest jednym z najbardziej popularnych terenów wspinaczki skalnej. Skały mają dobrą asekurację. Zbudowana z wapieni Chorobliwa Grań znajduje się w lesie i opada w dół stromego zbocza. Ma wysokość 8–15 m i pionowe ściany z filarem, zacięciami i kominami. Przez wspinaczy skalnych zaliczana jest do Grupy nad Źródełkiem i opisywana jako Północna Chorobliwa Grań I, Północna Chorobliwa Grań II, Północna Chorobliwa Grań III, Północna Chorobliwa Grań IV, Południowa Chorobliwa Grań I, Południowa Chorobliwa Grań II. Na jej dolnym, południowym końcu znajduje się Szeroka Turnia, a jeszcze niżej Jastrzębia Turnia, oddzielona od Szerokiej tylko wąskim kominkiem. Na skałach Chorobliwej Grani wspinacze poprowadzili 18 dróg wspinaczkowych o trudności IV – VI.3+ w skali Kurtyki. Mają wystawę zachodnią, północno-zachodnią, północną, południową i południowo-zachodnią. Część dróg ma zamontowane stałe punkty asekuracyjne – ringi (r), stanowiska zjazdowe (st) lub ring zjazdowy (rz).

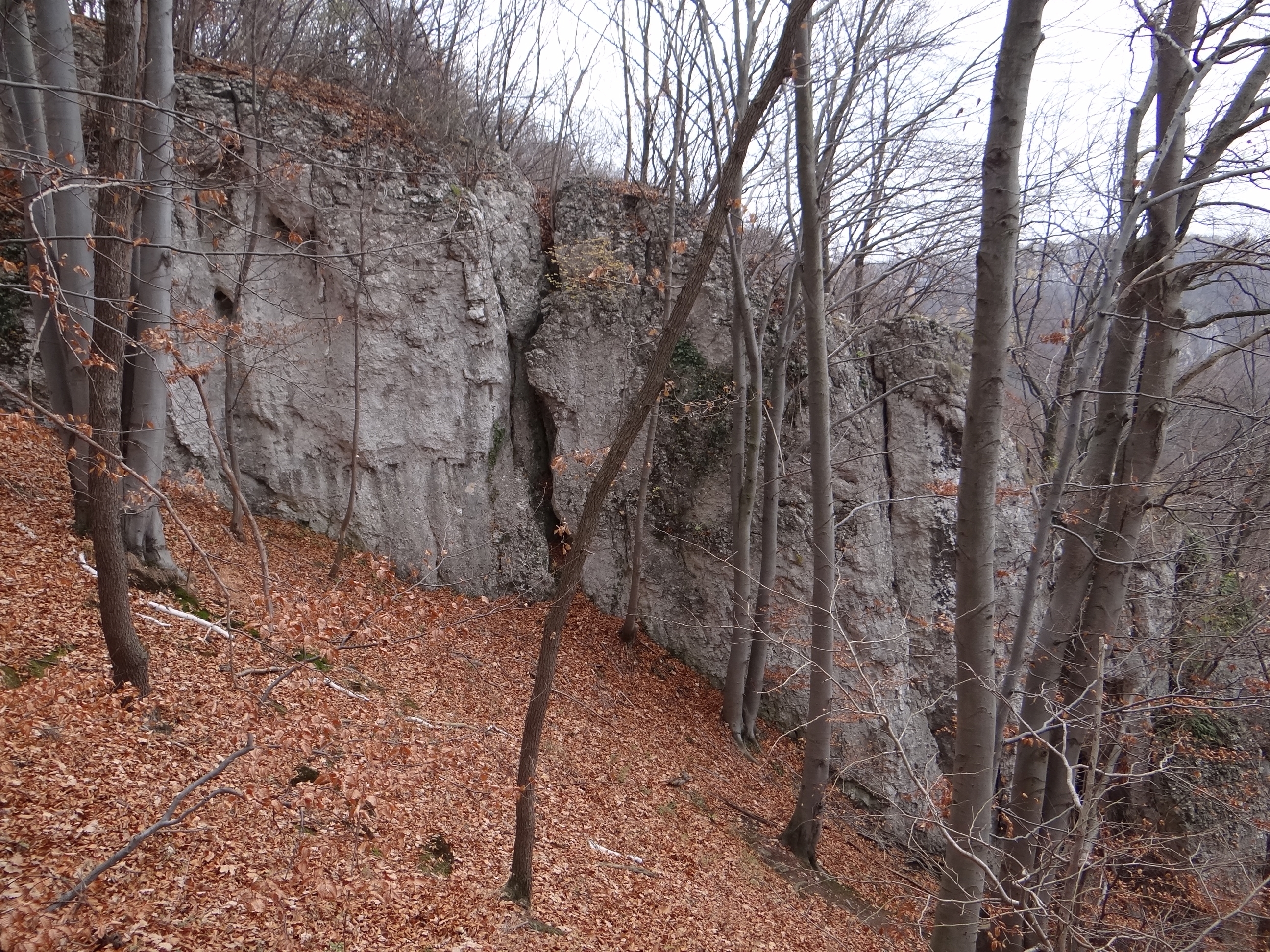
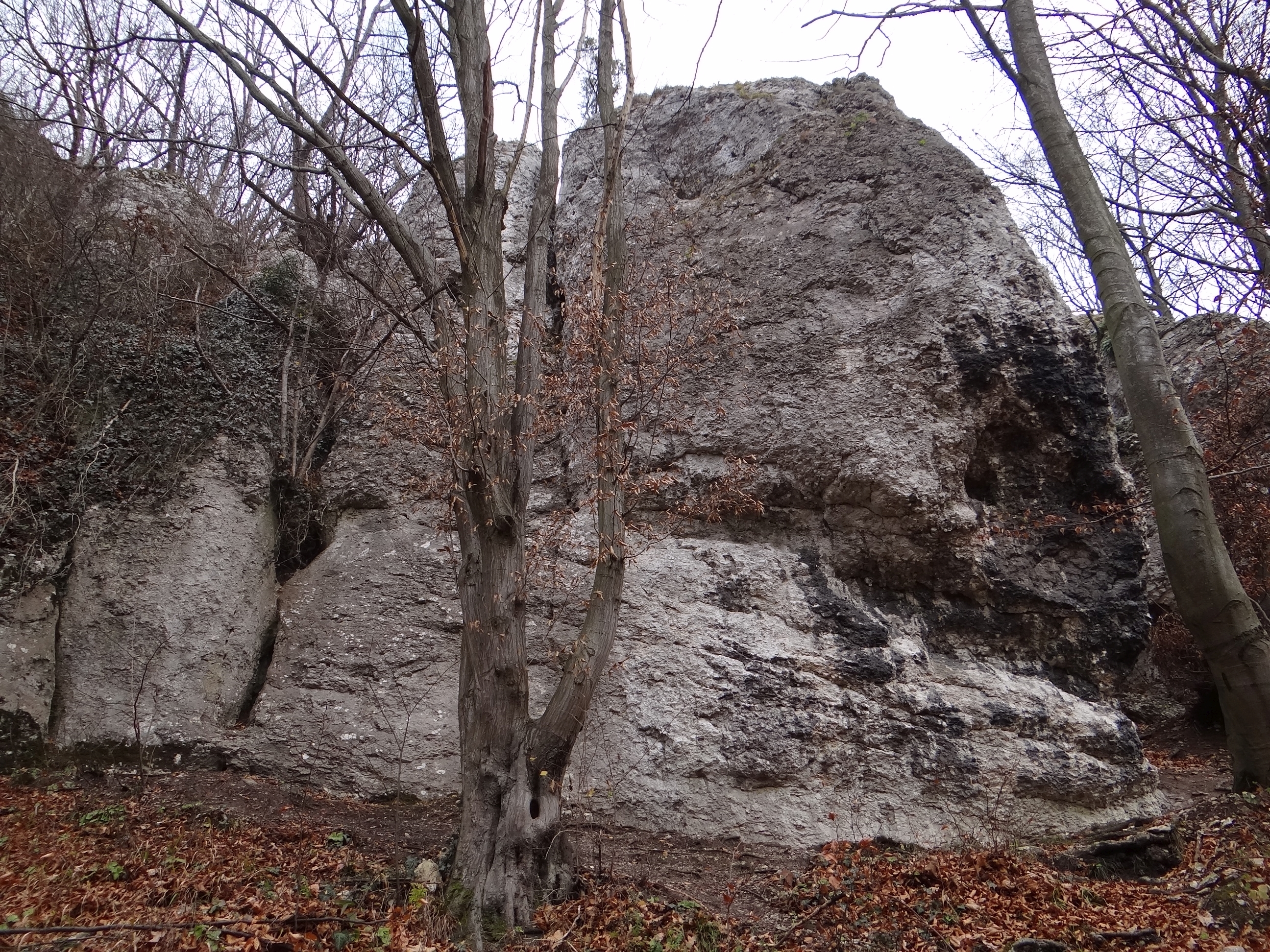
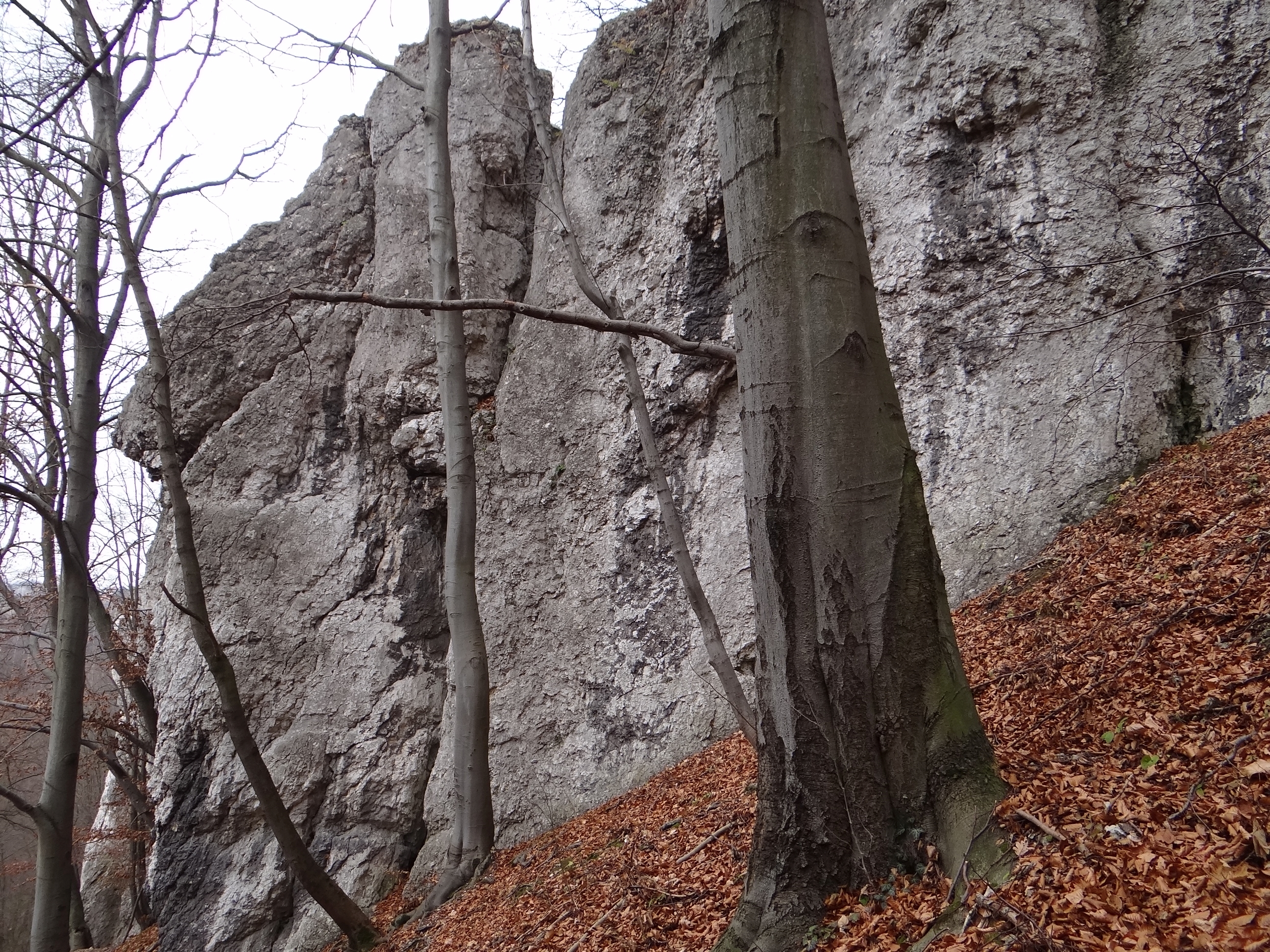
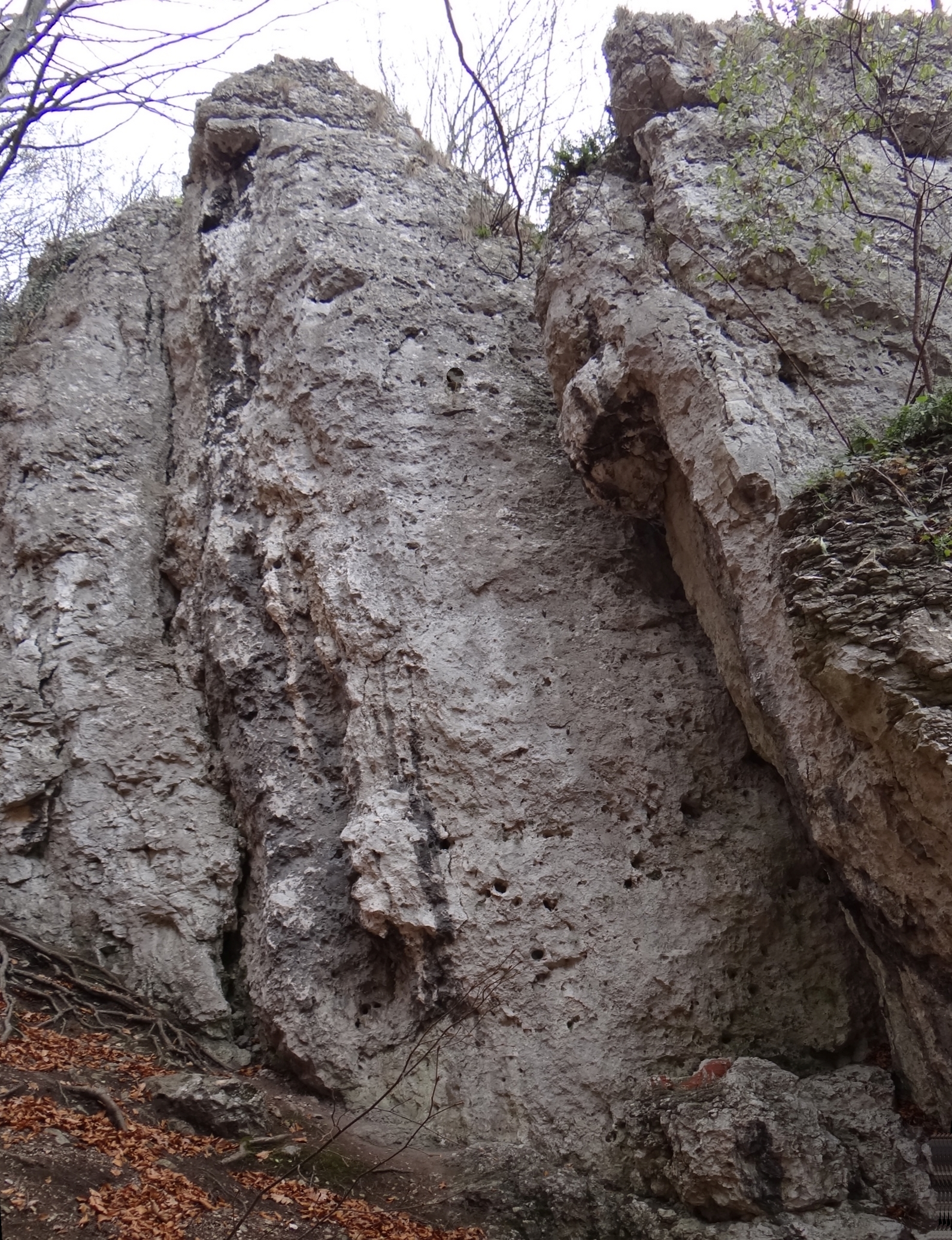
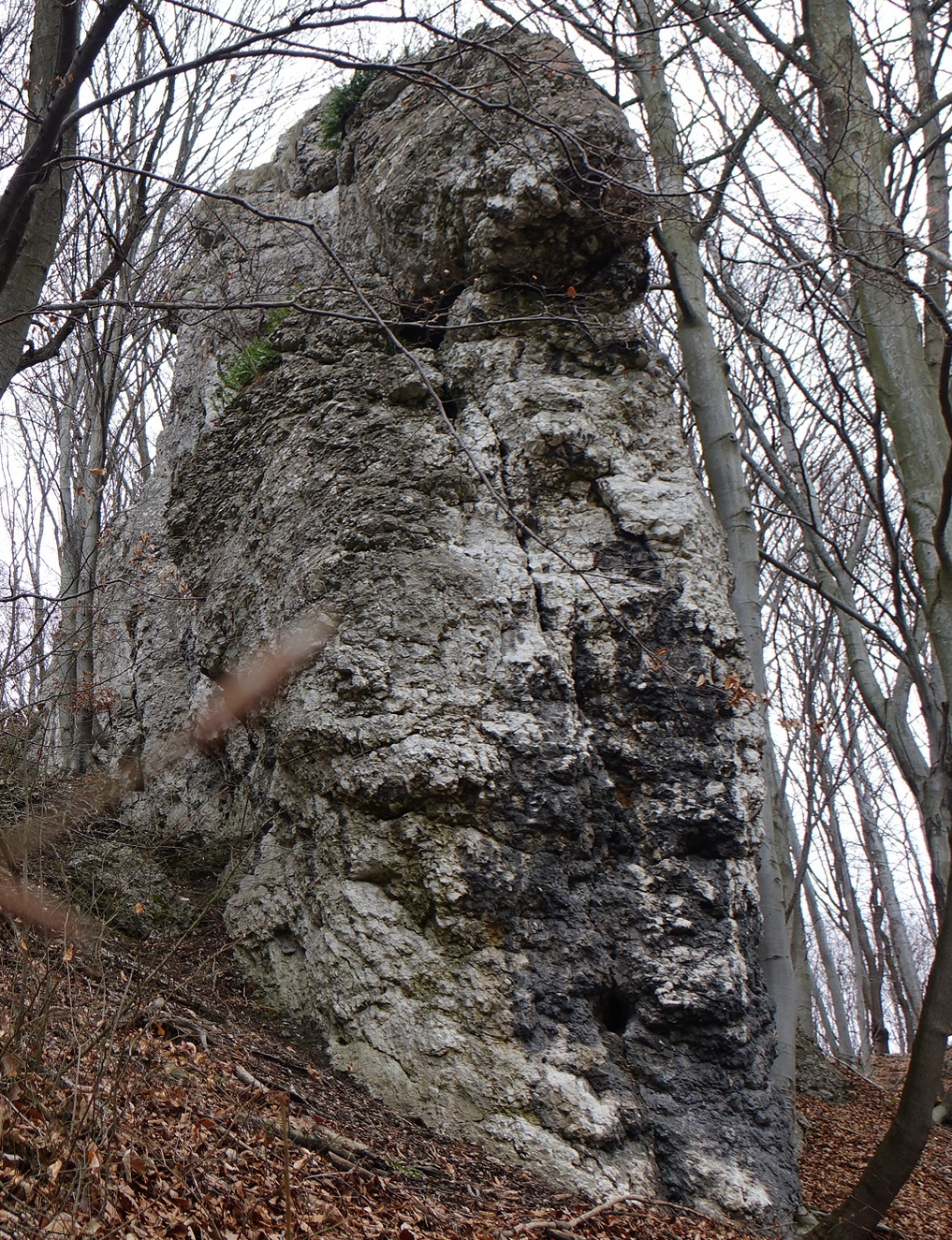

## Drogi wspinaczkowe
Północna Chorobliwa Grań I
1. Dziuple Gąsieckiego; V+, 8 m
2. Trochę koksu; VI.1, 2r + st, 8 m
3. Trwoga Dermatologa; 3r + st, 9 m
4. Chorobliwy komin; VI.3+, III, 9 m

Północna Chorobliwa Grań II
1. Via Appia; VI, 3r + st, 10 m
2. Zacięcie weneryków; IV, 4r + rz, 11 m

Północna Chorobliwa Grań III
1. Filarek weneryków; VI-, 5r + st, 12 m
2. HIV positiv; VI.1, 4r + st, 12 m
3. Komin Pokutników; V-, 12 m
4. Okapik Pawlika; VI.1, 14 m

Północna Chorobliwa Grań IV
1. Środek Chorobliwej Grani; IV, 15 m

Południowa Chorobliwa Grań I
1. Kant Chorobliwej Grani; V, 15 m
2. Soplica; V, 4r + st, 15 m
3. Chorobliwa ryska; VI, 14 m
4. Chorobliwa ścianka; VI+, 14 m
5. Mały sopel; IV, rz, 14 m

Południowa Chorobliwa Grań II
1. Chorobliwa załupa; V, rz, 12 m
2. Podcięty filarek; V+, 12 m
3. Podcięty kominek; V+, 19 m[3].